# Ersatzmodell
1. WEITERLEITUNG Benutzer:Asdfjgfj/Ersatzmodell